# 太原汽车站
37°51′33″N 112°34′19″E / 37.85909°N 112.57184°E
太原汽车站，又称太原长途汽车总站，现位于山西省太原市迎泽区五一广场东侧。
1966年1月，位于大营盘的太原汽车站向社会开放。
1988年1月，位于五一广场南侧的太原汽车站向社会开放。
据媒体报道，随着太原客运北站的启用，太原汽车站将同步停运，所有班线全部投放至太原客运北站。